# Martin Jacobson
Per Martin Jacobson (* 30. Juni 1987 in Stockholm) ist ein professioneller schwedischer Pokerspieler.
Jacobson hat sich mit Poker bei Live-Turnieren knapp 18 Millionen US-Dollar erspielt und ist damit der erfolgreichste schwedische Pokerspieler. Er gewann 2014 als erster Schwede die Poker-Weltmeisterschaft.

## Persönliches
Jacobson wuchs in Schweden auf und arbeitete während seiner Militärzeit als Koch. Er lebt in London.

## Pokerkarriere

### Werdegang
Jacobson lernte im Alter von 18 Jahren Poker und begann online auf der Plattform PokerStars unter dem Nickname m.nosbocaJ zu spielen. Von Dezember 2017 bis Januar 2021 gehörte er zum Team 888poker.
Seine erste Geldplatzierung bei einem Live-Turnier erzielte Jacobson Ende Oktober 2008 beim Main Event der European Poker Tour (EPT) in Budapest. Dort belegte er den dritten Platz und erhielt knapp 200.000 Euro. Beim Main Event der World Poker Tour (WPT) in Venedig belegte der Schwede im Mai 2009 den mit knapp 240.000 Euro dotierten zweiten Platz. Im Juni 2009 war er erstmals bei der World Series of Poker (WSOP) im Rio All-Suite Hotel and Casino am Las Vegas Strip erfolgreich und wurde bei einem Event der Variante No Limit Hold’em Achter. Bei der WSOP 2010 erreichte Jacobson erneut einen Finaltisch, den er auf dem mit über 180.000 US-Dollar bezahlten vierten Rang beendete. Im August 2010 erreichte er beim EPT-Main-Event im portugiesischen Vilamoura Platz zwei und erhielt knapp 300.000 Euro. Auch Ende Januar 2011 saß der Schwede im französischen Deauville am Finaltisch des EPT-Main-Events und sicherte sich als erneuter Zweiter 560.000 Euro. Bei der EPT Berlin erhielt er Anfang April 2011 230.000 Euro für den vierten Platz im Main Event. Beim WPT-Main-Event in Paris wurde Jacobson im September 2011 Sechster und sicherte sich knapp 90.000 Euro. Im Januar 2012 belegte er beim Main Event des PokerStars Caribbean Adventures auf den Bahamas den mit rund 100.000 US-Dollar dotierten zehnten Platz. Bei der WSOP 2013 belegte der Schwede beim teuersten Event auf dem Turnierplan, dem High Roller for One Drop mit einem Buy-in von 111.111 US-Dollar, als bester Nicht-Amerikaner den sechsten Platz und sicherte sich mehr als 800.000 US-Dollar. Im Oktober 2013 gewann Jacobson ein Side-Event der EPT London mit einer Siegprämie von knapp 80.000 Britischen Pfund. Bei der Aussie Millions Poker Championship in Melbourne saß er im Januar 2014 an zwei Finaltischen, die ihm Preisgelder von knapp 650.000 Australischen Dollar einbrachten. Bei der WSOP 2014 erreichte er beim Main Event mit dem achtgrößten Chipstack den Finaltisch, der im November 2014 ausgespielt wurde. Dort setzte sich der Schwede durch und gewann ein Preisgeld von 10 Millionen US-Dollar sowie ein Bracelet. Bei der Rangliste des Player of the Year der Turnierserie belegte er aufgrund eines weiteren Finaltischs den dritten Platz. Am Finaltisch des Main Event der WSOP 2015 stand er dem israelischen Pokerspieler Zvi Stern, der den fünften Platz belegte, als Coach zur Seite. Von April bis Dezember 2016 spielte Jacobson als Teil der Montreal Nationals in der Global Poker League und gewann mit seinem Team den Titel. Bei der WSOP 2017 wurde er beim High Roller for One Drop erneut Sechster und erhielt über 640.000 US-Dollar. Einen Monat später beendete der Schwede die Cardplayer Poker Tour im Venetian Resort Hotel am Las Vegas Strip auf dem mit rund 400.000 US-Dollar dotierten zweiten Platz. Bei der WSOP 2018 wurde er beim Marathon Fünfter und erhielt mehr als 150.000 US-Dollar. Mitte Oktober 2022 gewann Jacobson das Main Event der UK and Ireland Poker Tour in London und erhielt über 230.000 Pfund.

### Preisgeldübersicht
Mit erspielten Preisgeldern von knapp 18 Millionen US-Dollar ist Jacobson der mit Abstand erfolgreichste schwedische Pokerspieler.
| Jahr   | Preisgeld (in $) | Turniersiege |
| ------ | ---------------- | ------------ |
| 2008   | 260.587          | 0            |
| 2009   | 484.635          | 0            |
| 2010   | 563.921          | 0            |
| 2011   | 1.334.943        | 0            |
| 2012   | 274.661          | 0            |
| 2013   | 1.203.790        | 2            |
| 2014   | 10.786.226       | 2            |
| 2015   | 139.276          | 0            |
| 2016   | 165.975          | 0            |
| 2017   | 1.294.184        | 0            |
| 2018   | 336.072          | 0            |
| 2019   | 189.215          | 0            |
| 2020   | 6.648            | 0            |
| 2021   | 59.692           | 0            |
| 2022   | 432.705          | 1            |
| 2023   | 329.017          | 0            |
| gesamt | 17.861.547       | 5            |